# Meister der Stratonike

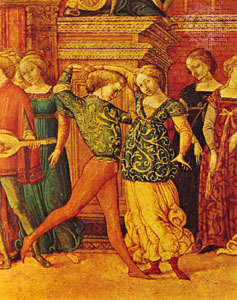
Meister der Stratonike: Antiochus und Stratonike, 15. Jahrhundert – Detail (Tanz des Antiochus mit Stratonike)

Mit Meister der Stratonike wird ein namentlich nicht bekannter Maler bezeichnet, der im ausgehenden Mittelalter und zu Beginn der Renaissance zwischen 1470 und 1510 in Italien tätig war. Eventuell hatte er seine Werkstatt in Siena und erhielt seinen Notnamen (englisch Stratonice-Master) nach einem Werk, das die antike Geschichte des Fürstensohns Antiochus und der Königin Stratonike darstellt. Sein Stil soll dem florentinischen des Filippino Lippi nahestehen und wie dessen Malweise von Sandro Botticelli beeinflusst sein. Auch Lucca kann als Schaffensort angenommen werden. 

## Das Hochzeitsbild „Antiochus und Stratonike“
„Antiochus und Stratonike“ erzählt von der zuerst aussichtslosen Liebe des Antiochus, die dann doch nach der Gnade des Vaters in einer Hochzeit mit Stratonike enden kann. Es handelt sich um zwei Paneele für eine Hochzeitstruhe (italienisch cassone). Mit solchen meist in Paaren geschaffenen Truhen feierten reiche Familien z. B. in Florenz eine Vermählung in ihren Kreisen. Die Truhen dienten der Aufbewahrung der Aussteuer der Braut und Vorderwand und Schmalseiten waren mit Malereien geschmückt, die sich auf die Hochzeit beziehen oder weibliche Tugenden feiern. Das Bild des Meisters der Stratonike greift wie viele Werke der Renaissance auf ein antikes Motiv zurück und feiert so den Triumph der Liebe gegen alle Zweifel.

## Identifizierung
Der Meister der Stratonike wird manchmal mit dem Namen Michele Ciampanti in Verbindung gebracht.

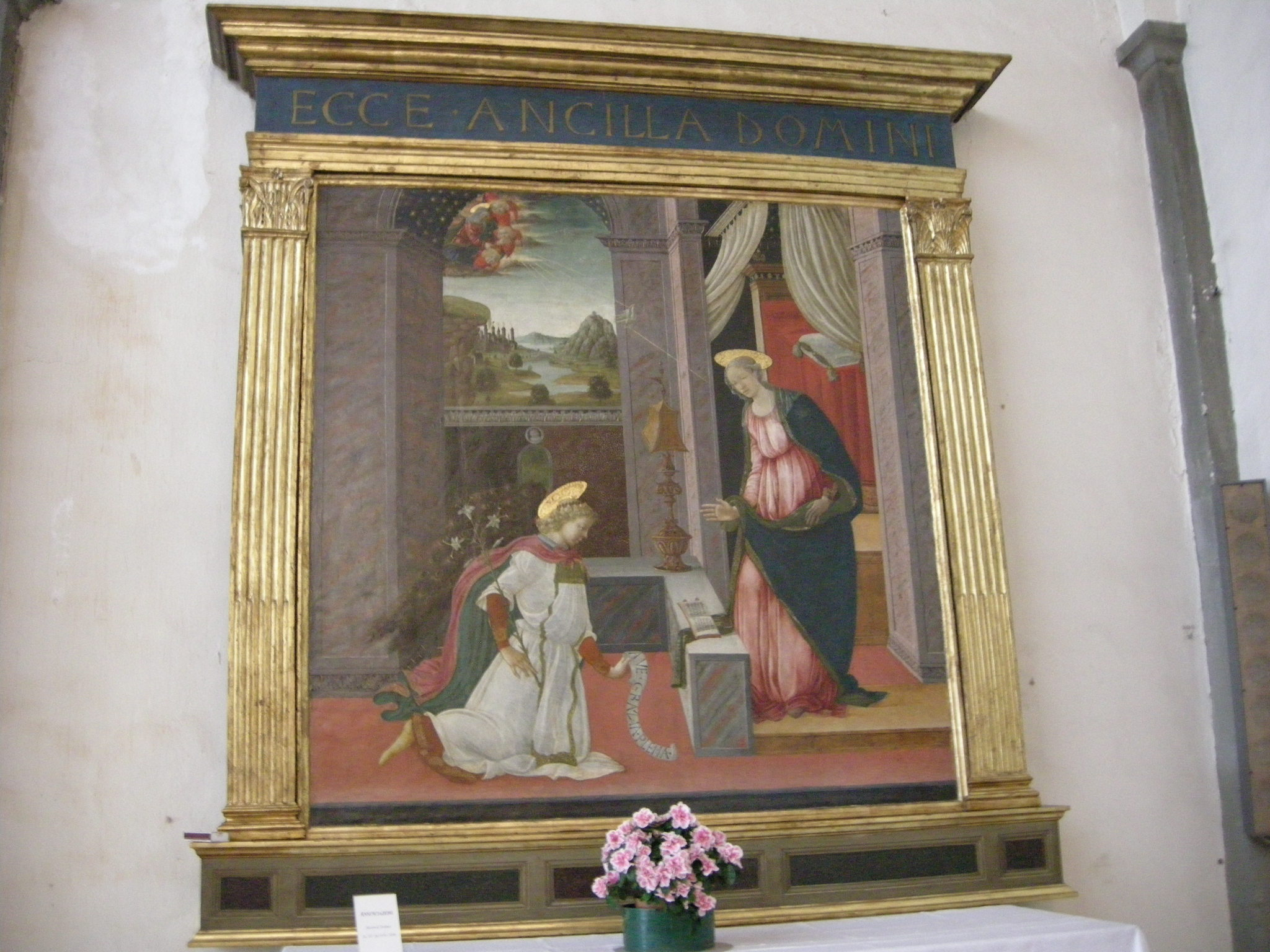
Meister der Stratonike (zugeschrieben): Verkündigung. Kirche San Giovannino dei Cavalieri, Florenz

## Werke (Auswahl)
- Antiochus und Stratonice, Öl auf Holz. San Marino, CA (California, USA), The Huntington Library and Art Gallery, HEH 26.120
- Madonna mit Kind und Heiligen. Birmingham AL (Alabama, USA), Museum of Art (aus der Sammlung Kress)
- Verkündigung. Florenz, Kirche San Giovannino dei Cavalieri